# 루스벨트가

루스벨트가의 문장

루스벨트가(Roosevelt family)는 두 명의 미국 대통령, 영부인, 그리고 다양한 상인, 은행가, 정치인, 발명가, 성직자, 예술가, 그리고 사교계 명사들을 구성원으로 하는 뉴욕 출신의 미국 정치 가족이다. 17세기 중반 뉴 암스테르담으로 이주한 네덜란드 이민자의 자손인 가족의 많은 구성원들은 뉴욕 주와 시의 정치와 사업에서 전국적으로 유명해졌고 유명한 식민지 가족들과 결혼했다. 뉴욕 오이스터 베이와 하이드 파크에서 멀리 떨어진 두 가족의 분가는 시어도어 루스벨트(1901–1909)와 시어도어의 12촌 동생 프랭클린 D. 루스벨트의 대통령직, 프랭클린의 아내이자 시어도어의 조카딸인 영부인 엘리너 루스벨트의 명성으로 세계적인 정치적 명성을 얻게 되었다. 루스벨트 가족은 같은 성으로 두 명의 미국 대통령을 배출한 네 가족 중 하나이다. 다른 가족들은 애덤스, 부시, 해리슨 가족이다.